# لول‌کت

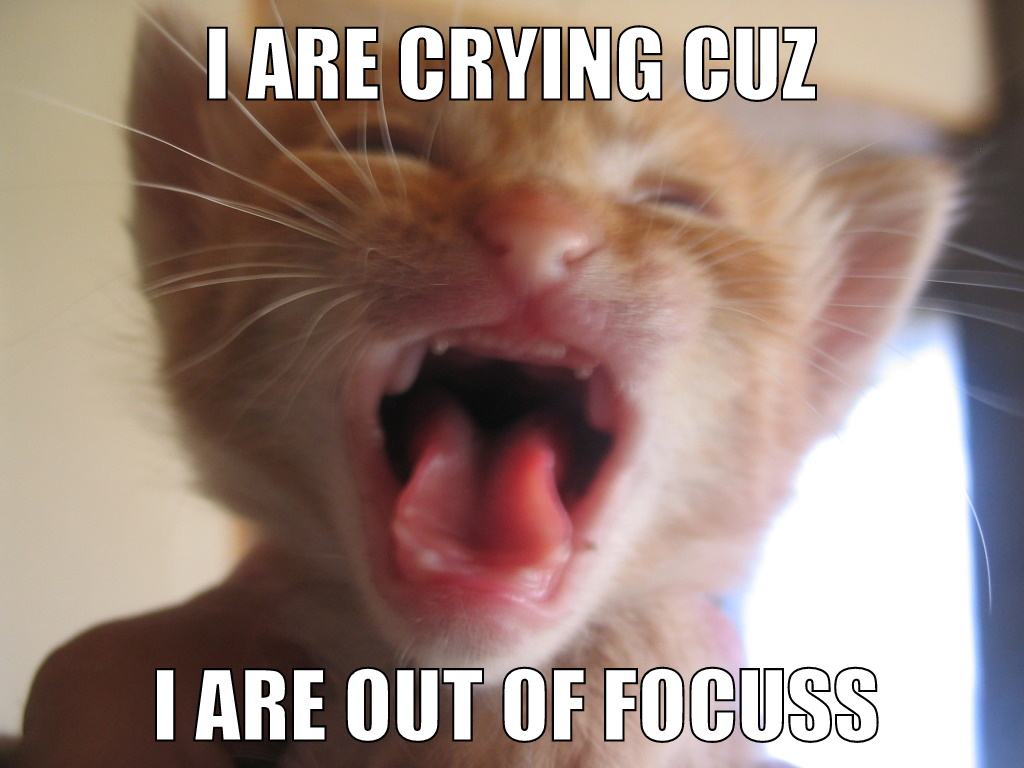
مثالی از یک لول‌کت

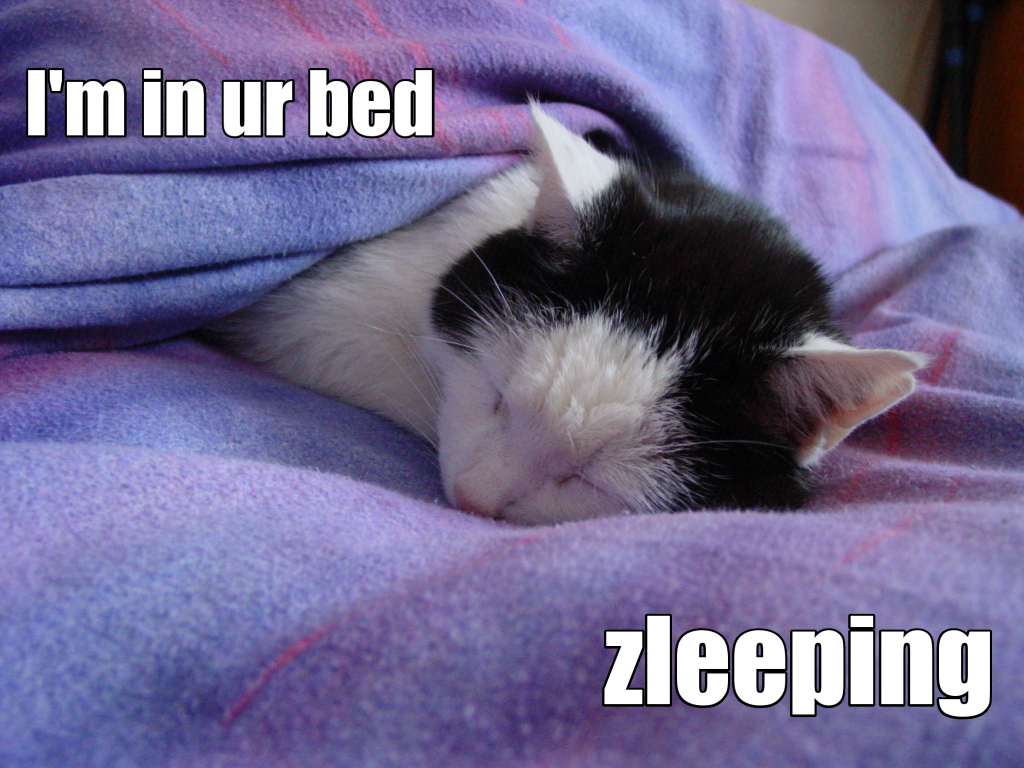
مثالی از یک لول‌کت با قالب "I'm in ur..."

لول‌کت (به انگلیسی: Lolcat) یک تصویر شامل عکسی از یک گربه و یک متن طنزآمیز است. متن معمولاً ایدیوسنکرازیک است و به عمد غلط املائی و گرامری دارد. لول‌کت‌ها معمولاً برای به اشتراک گذاری در وب‌گاه‌های اشتراک تصاویر و سایر انجمن‌های اینترنتی ساخته می‌شوند. واژه لول‌کت برای اولین بار در وب‌گاه ۴چن به کار رفت و خیلی سریع به یک میم اینترنتی تبدیل شد.
لول‌کت یک واژه ترکیبی است که از دو بخش لول (به معنی خندیدن با صدای بلند در زبان انگلیسی) و کت (به معنی گربه در زبان انگلیسی) تشکیل شده‌است. به لول‌کت، ماکروی لول نیز گفته می‌شود زیرا لول‌کت نوعی ماکروی تصویری است. لول‌کت‌ها معمولاً برای انجمن‌های اشتراک عکس و تالارهای گفتگو طراحی می‌شوند.

## تاریخچه
عکاس انگلیسی «هری پورتر» در دهه ۱۸۷۰ یک سری کارت ویزیت ایجاد کرد که در آن‌ها از تصویر گربه استفاده شده بود. وی برای اینکه جذابیت کار خود را بیشتر کند زیر عکس‌ها معمولاً یک متن سرگرم‌کننده می‌نوشت.
اولین کاربرد ثبت‌شده از اصطلاح «لول‌کت» به یک کاربر ناشناس در ۴چن مربوط می‌شود. واژه لول‌کت خیلی زود فراگیر شد و وبگاه «LOLcats.com» در ۱۴ جون ۲۰۰۶ ثبت شد.